# Hongya
Hongya, tidigare stavat Hungya, är ett härad som lyder under Meishans stad på prefekturnivå i Sichuan-provinsen i sydvästra Kina.